# Karl Georg von Manteuffel
Karl Georg Baron von Manteuffel gen. Zöge (* 2. Oktober 1846 in Katzdangen; † 26. August 1895 ebenda) war ein kurländischer Rittergutsbesitzer und Politiker.

## Leben
Karl Georg von Manteuffel wurde geboren als Sohn des Erbmajoratsherrn der Katzdangenschen Güter und  Landesbevollmächtigten von Kurland Karl Wilhelm Freiherr von Manteuffel gen. Zöge und Emilie geb. Fürstin Lieven. Nach dem Abitur am Gymnasium in Mitau studierte er an der Rheinischen Friedrich-Wilhelms-Universität Bonn Rechtswissenschaften. 1867 wurde er Mitglied des Corps Borussia Bonn. Nach dem Studium wurde er Majoratsherr der Katzdangenschen und Pühnenschen Güter. Von Manteuffel war kurländischer Kreismarschall und Mitglied des Kurländischen Landtags. Er war verheiratet mit Alice Alexandrine Baronesse von Fölckersahmd. Der kurländische Kreismarschall und Schriftsteller Carl Baron Manteuffel-Szoege war ihr Sohn.

## Weblink
- Baltische Historische Kommission (Hrsg.): Eintrag zu Manteuffel gen.Szoege,Karl. In: BBLD – Baltisches biografisches Lexikon digital